# ساندور جاسبر (سياسي)
ساندور جاسبر هو كاتب غير روائي ونقابي وسياسي مجري، ولد في 15 أبريل 1917 في Pánd ‏ في المجر، وتوفي في 15 أبريل 2002 في بودابست في المجر. نشط حزبياً في حزب العمال الاشتراكي المجري. وقد انتخب عضو الجمعية الوطنية المجرية ‏ خلال فترته النيابية ‏ (19 مارس 1967 – 1988).

## وصلات خارجية
- ساندور جاسبر (سياسي) على موقع أوليمبيديا (الإنجليزية)
- ساندور جاسبر (سياسي) على موقع مونزينجر (الألمانية)